# Tàngara capblava
La tàngara capblava (Stilpnia cyanicollis) és un ocell de la família dels tràupids (Thraupidae).

## Hàbitat i distribució
Habita la selva pluvial, clars, vegetació secundària i boscos oberts als turons i muntanyes, des de Colòmbia, als Andes, i oest, nord-oest de Veneçuela, cap al sud, a través de l'oest i est de l'Equador i est del Perú fins al centre de Bolívia i sud-oest de l'Amazònia i sud del Brasil.